# Katayoun Riahi
Katayoun Riahi (en persa: کتایون ریاحی‎ Katâyun Riyâhi; nacida el 31 de diciembre de 1961) actriz iraní, ha recibido varios reconocimientos, entre ellos tres premios Hafez, nominaciones para un Crystal Simorgh y un premio Iran Cinema Celebration. Riahi saltó a la fama por su interpretación de Zoleykha en José El Profeta (2008-2009). Ganó el premio a la Mejor Actriz en el 26.º Festival Internacional de Cine de El Cairo por su actuación en The Last Supper (2002).
Fundadora y directora ejecutiva de Komak Charity Foundation y embajadora de Mehrafarin Foundation en Irán.

## Carrera
No obstante, fue con las series Days of Life (1998), After the Rain (1999) y The 10th Night (2001) que se consagró como una actriz capaz, apta, para representar con talento, cualquier propuesta que se le pusiera por delante.
Así lo podemos ver cuando interpretó un destacado papel protagónico en la serie El profeta José (2009).
Muchos críticos creen que la mejor actuación de Riyahi fue sin lugar a dudas en la película The Last Supper (2001), un papel que le valió una nominación a Mejor Actriz en el 20.º Festival Internacional de Cine Fajr.
Su destacada actuación en la película This Woman Won't Talk (2002) le valió un premio a la mejor actriz en la 7th Iran Cinema Celebration.
Riyahi también ha aparecido en películas como The Stranger (1987), Apartment 13 (1990), The Kind Moon (1995), Lighter Than Darkness (2002) e Invitation (2008).

## Arrestada
Riahi fue una de las primeras celebridades que se quitó el hiyab en medio de las protestas nacionales en Irán de 2022, y en apoyo de la gente, escribió: "Las mujeres iraníes son la voz de las demás" y "¡Basta de mentiras!". Las fuerzas de seguridad la arrestaron en su villa en los suburbios de Qazvin. Unos dos meses después, los agentes de seguridad intentaron arrestarla en su casa, pero, según los informes, logró escapar antes de su llegada.

## Filmografía

### Película
| Año  | Título                       | Personaje          | Director            | notas         | Ref(s) |
| ---- | ---------------------------- | ------------------ | ------------------- | ------------- | ------ |
| 1987 | Payizán                      | Parvaneh           | Rasoul Sadrameli    |               |        |
| 1995 | querida luna                 |                    | Ghasem Yafari       |               |        |
| 1996 | La tortuga                   |                    | Ali Shah Hatami     |               |        |
| 2002 | La última cena               | Mahin Mashreghi    | Fereydoun Jeyrani   |               |        |
| 2003 | La mujer guarda silencio     | Soraya Ardalán     | Ahmad Amini         |               |        |
| 2003 | Mi señora                    |                    | Yadollah Samadi     |               |        |
| 2004 | Tara y la fiebre de la fresa | Taraneh            | saeed soheili       |               |        |
| 2004 | En algún otro lugar          | Tara               | Mehdi Karampour     |               |        |
| 2008 | Shirin                       | Mujer en audiencia | Abbas Kiarostami    |               |        |
| 2008 | Invitación                   | Afsaneh            | Ebrahimi Hatamikia  |               |        |
|      | Embudo                       |                    | Mohsen Amiryoussefi | Posproducción | [ 9 ]  |

| Año       | Título               | Personaje | Director | notas | Red      | Ref(s) |
| --------- | -------------------- | --------- | -------- | ----- | -------- | ------ |
| 1998      | Dias de vida         |           |          |       | IRIB TV3 |        |
| 1993      | Salar de Pedar       |           |          |       | IRIB TV2 |        |
| 2000      | la voz de pino       |           |          |       | IRIB TV3 |        |
| 2001      | Después de la lluvia |           |          |       | IRIB TV3 |        |
| 2002      | Décima noche         | Banou     |          |       | IRIB TV1 |        |
| 2002      | Sol nocturno         |           |          |       | IRIB TV3 |        |
| 2005      | Walking Dead         |           |          |       | IRIB TV3 |        |
| 2008-2009 | José El Profeta      | Zoleyja   |          |       | IRIB TV1 |        |